# 新西遊記
《真實狗血冒險動作片「新西遊記」》（韓語：리얼막장 모험활극 ‘신서유기’），簡稱《新西遊記》（韓語：신서유기），是自2015年起播出的韓國真人實境秀綜藝節目，由羅䁐錫導演、申孝靜導演（第一至六季）及朴賢勇導演（第七至八季）製作，至今已播出八季。節目設定源自中國古典文學名著《西遊記》及日本經典漫畫，成員於旅行期間需完成不同任務以獲得龍珠，成功集齊七顆龍珠可召喚出龍神，由節目組為每位成員實現一個願望。初始節目成員為姜鎬童、李壽根、殷志源（水晶男孩）、李昇基，其後先後加入新成員包括安宰賢、圭賢（Super Junior）、宋旻浩（WINNER）及P.O（Block B）。
《新西遊記》在第一季首播時僅通過網路播出，開創了韓國綜藝節目的全新模式。第二季則同步於網路及電視播出，自第三季起僅於tvN電視頻道播出。節目首三季均在中國大陸拍攝，第四至六季於其他國家及地區包括越南（第四季）、香港（第五季）及北海道（第六季）拍攝，而自第七季起則只於韓國國內拍攝。

## 節目背景
《新西遊記》第一季成員姜鎬童、李壽根、殷志源、李昇基和製作組均來自韓國歷代最高收視的綜藝節目《兩天一夜》第一季，節目當時播出了長達五年，成員間感情深厚。在節目結束多年後，李昇基在聚餐中提議大家再聚在一起出國旅遊。由於成員相互間很熟悉，行程中一定會發生很多有趣的事情，羅䁐錫導演因此想到可以把旅遊的過程拍攝成節目。
當時姜鎬童、李壽根因為各自的失誤均面臨了很大的輿論壓力，需要機會使觀眾重新接受他們。而在中國古典名著《西遊記》中，沙悟净及豬八戒也是因在天庭犯了錯誤而被貶下凡，藉保護唐僧前往西天取經得到救贖。因此，羅䁐錫導演想到可以借用《西遊記》這種「修行」的意義來進行節目。
由於《西遊記》中取經的起點在中國西安，節目本著尊重原著的精神，第一季選擇在西安錄製節目。加上中國位於韓國西方，拍攝地點符合《西遊記》中「向西旅行」的意思。

## 播出時間

### 新西遊記
| 季別    | 副標題           | 播出頻道                                              | 播出日期                       | 播出時間（UTC+9）   | 集數       |
| ------- | ---------------- | ----------------------------------------------------- | ------------------------------ | ------------------- | ---------- |
| 第一季  | 不適用           | - Naver TVCast - 騰訊視頻                             | 2015年9月4日－2015年10月2日    | 星期五 10:00        | 23         |
| 第一季  | 不適用           | tvN                                                   | 2016年4月8日－2016年4月15日    | 星期五 21:45－23:20 | 2          |
| 第二季  | Unlimited        | - TVING - Naver TVCast - Daum tvPot - KakaoTV - GomTV | 2016年4月19日－2016年6月14日   | 星期二 10:00        | 50         |
| 第二季  | Unlimited        | tvN                                                   | 2016年4月22日－2016年6月17日   | 星期五 21:45－23:20 | 9          |
| 第2.5季 | 不適用           | Naver TVCast                                          | 2017年1月5日－2017年1月6日     | 星期四、五 10:00    | 7          |
| 第2.5季 | 不適用           | tvN                                                   | 2017年3月19日                  | 星期日 21:20－23:00 | 1          |
| 第三季  | 不適用           | tvN                                                   | 2017年1月8日－2017年3月12日    | 星期日 21:20－23:00 | 9＋導演版  |
| 第四季  | 地獄的啟示錄     | tvN                                                   | 2017年6月13日－2017年8月22日   | 星期二 21:30－22:50 | 10＋導演版 |
| 第五季  | 與（鬼）神同行   | tvN                                                   | 2018年9月30日－2018年10月28日  | 星期日 22:40－00:20 | 5          |
| 第六季  | 巨峰巨峰巨峰巨峰 | tvN                                                   | 2018年10月28日－2018年11月18日 | 星期日 22:40－00:20 | 5＋導演版  |
| 第六季  | 機智的一日三餐   | tvN                                                   | 2018年11月18日－2018年12月2日  | 星期日 22:40－00:20 | 5＋導演版  |
| 第七季  | Home Coming      | tvN                                                   | 2019年10月25日－2020年1月3日   | 星期五 21:10－22:40 | 11         |
| 第八季  | 很久以前         | tvN                                                   | 2020年10月9日－2020年12月18日  | 星期五 21:10－22:50 | 10＋導演版 |

### 外傳節目
| 順序 | 節目名稱            | 出演成員                                           | 播出頻道 | 播出日期                      | 播出時間（UTC+9）   | 集數      |
| ---- | ------------------- | -------------------------------------------------- | -------- | ----------------------------- | ------------------- | --------- |
| 1    | 《花樣青春 WINNER》 | 宋旻浩                                             | tvN      | 2017年11月7日－2017年11月28日 | 星期二 22:50－00:20 | 4         |
| 2.1  | 《姜食堂》          | 姜鎬童、李壽根、殷志源、 安宰賢、宋旻浩            | tvN      | 2017年12月5日－2018年1月9日   | 星期二 22:50－00:20 | 5＋導演版 |
| 2.2  | 《姜食堂2》         | 姜鎬童、李壽根、殷志源、 安宰賢、宋旻浩、P.O       | tvN      | 2019年5月31日－2019年7月5日   | 星期五 21:10－23:00 | 6         |
| 2.3  | 《姜食堂3》         | 姜鎬童、李壽根、殷志源、 安宰賢、圭賢、宋旻浩、P.O | tvN      | 2019年7月5日－2019年8月2日    | 星期五 21:10－23:00 | 5         |
| 3    | 《去冰島的三餐》    | 李壽根、殷志源                                     | tvN      | 2019年9月20日－2019年11月22日 | 星期五 22:40－23:00 | 10        |
| 3    | 《去冰島的三餐》    | 李壽根、殷志源                                     | YouTube  | 2019年9月20日－2019年11月22日 | 星期五 約23:00      | 10        |
| 4    | 《春季露營》        | 姜鎬童、李壽根、殷志源、 安宰賢、圭賢、宋旻浩、P.O | TVING    | 2021年5月7日－2021年7月2日    | 星期五 16:00        | 16        |

## 節目成員

### 成員資料
| 姓名／藝名 | 出生日期（年齡） | 職業                                          | 出演季別               |
| ---------- | ---------------- | --------------------------------------------- | ---------------------- |
| 姜鎬童（강호동） | 1970年6月11日    | 主持人、喜劇演員                              | 第一季至第八季         |
| 李壽根（이수근） | 1975年2月10日    | 主持人、喜劇演員                              | 第一季至第八季         |
| 殷志源（은지원） | 1978年6月8日     | 歌手（水晶男孩成員）                          | 第一季至第八季         |
| 安宰賢（안재현） | 1987年7月1日     | 模特兒、演員、珠寶設計師                      | 第二季至第六季         |
| 圭賢（）   | 1988年2月3日     | 歌手（Super Junior成員）、音樂劇演員 、主持人 | 第三至四季、第七至八季 |
| 宋旻浩（송민호） | 1993年3月30日    | 歌手（WINNER成員）                            | 第三季至第八季         |
| P.O（피오）    | 1993年2月2日     | 歌手（Block B成員）                           | 第五季至第八季         |
| 過往成員   |                  |                                               |                        |
| 李昇基（이승기） | 1987年1月13日    | 歌手、演員、主持人                            | 第一季                 |

### 代表角色
- 節目成員次序按加入先後次序及年齡降序排列；
- 代表角色名稱選用韓文譯名；
- 角色設定詳見每季節目相關頁面。

| 成員     | 代表角色      | 代表角色      | 代表角色      | 代表角色      | 代表角色      | 代表角色      | 代表角色      | 代表角色      | 代表角色  | 代表角色        | 代表角色    | 代表角色      | 代表角色          | 代表角色      |
| 成員     | 第一季        | 第二季        | 第二季        | 第三季        | 第三季        | 第四季        | 第四季        | 第五季        | 第六季    | 第七季          | 第七季      | 第七季        | 第七季            | 第七季        |
| 成員     | 第一季        | 成都篇        | 麗江篇        | 桂林篇        | 廈門篇        | 河內、海防篇  | 沙垻篇        | 第五季        | 第六季    | 道士特輯        | 復古特輯    | 童心特輯      | 全球特輯          | 電影特輯      |
| -------- | ------------- | ------------- | ------------- | ------------- | ------------- | ------------- | ------------- | ------------- | --------- | --------------- | ----------- | ------------- | ----------------- | ------------- |
| 姜鎬童   | 豬八戒 （）   | 豬八戒 （）   | 孫悟空 （）   | 豬八戒 （）   | 孫悟空 （）   | 豬八戒 （）   | 孫悟空 （）   | 姜無臉男 （） | 西瓜 （） | 姜妙漢 （）     | KYP         | 精靈爸爸 （） | 姜熊貓 （）       | 姜翼賢 （）   |
| 李壽根   | 孫悟空 （）   | 三藏法師 （） | 沙悟淨 （）   | 武天道士 （） | 沙悟淨 （）   | 比克 （）     | 克林 （）     | 矮娃 （）     | 梨子 （） | 膝蓋童子 （）   | 李貞賢 （） | 壽根佩特 （） | 壽格拉斯 （）     | 壽凡達 （）   |
| 殷志源   | 沙悟淨 （）   | 孫悟空 （）   | 三藏法師 （） | 布爾瑪 （）   | 三藏法師 （） | 孫悟空 （）   | 沙悟淨 （）   | 陰間使者 （） | 農夫 （） | 殷道夫 （）     | Rain （）   | 小討厭 （）   | 殷聖誕老人 （）   | Eun.T. （）   |
| 安宰賢   | 不適用        | 沙悟淨 （）   | 豬八戒 （）   | 三藏法師 （） | 武天道士 （） | 三藏法師 （） | 三藏法師 （） | 帥氣殭屍 （） | 桃子 （） | 不適用          | 不適用      | 不適用        | 不適用            | 不適用        |
| 圭賢     | 不適用        | 不適用        | 不適用        | 孫悟空 （）   | 豬八戒 （）   | 沙悟淨 （）   | 豬八戒 （）   | 不適用        | 不適用    | 曺精靈 （）     | 曺俊尚 （） | 小聰明 （）   | 自由曺神像 （）   | 曺克 （）     |
| 宋旻浩   | 不適用        | 不適用        | 不適用        | 沙悟淨 （）   | 布爾瑪 （）   | 克林 （）     | 比克 （）     | 最近的鬼 （） | 葡萄 （） | 宋蘿蔔道士 （） | 紅惡魔 （） | 便利精靈 （） | 克莉奧宋特拉 （） | 宋史派羅 （） |
| P.O      | 不適用        | 不適用        | 不適用        | 不適用        | 不適用        | 不適用        | 不適用        | 德古拉 （）   | 新芽 （） | P菜道士 （）    | 宋恩彩 （） | 小虛榮 （）   | P老 （）          | 奧拉表 （）   |
| 過往成員 |               |               |               |               |               |               |               |               |           |                 |             |               |                   |               |
| 李昇基   | 三藏法師 （） | 不適用        | 不適用        | 不適用        | 不適用        | 不適用        | 不適用        | 不適用        | 不適用    | 不適用          | 不適用      | 不適用        | 不適用            | 不適用        |

| 成員   | 代表角色              | 代表角色    |
| 成員   | 第八季                | 第八季      |
| 成員   | 興夫傳                | 鱉主簿傳    |
| ------ | --------------------- | ----------- |
| 姜鎬童 | 鎬金、鎬童、鎬銀 （호금 호동 호은） | 條石鯛 （돌돔） |
| 李壽根 | 葫蘆 （박）             | 羊棲菜 （톳） |
| 殷志源 | 殷憤怒鳥 （은그리버드）         | 殷龍王 （은용왕） |
| 安宰賢 | 不適用                | 不適用      |
| 圭賢   | 圭夫人 （규부인）           | 黑棘鯛 （감성돔） |
| 宋旻浩 | 興夫（興致富者） （흥부(자)） | 鱉 （）     |
| P.O    | 表孬夫 （표놀부）           | 真鯛 （참돔）   |

## 節目吉祥物
《新西遊記》的主要吉祥物為「神妙力量（신묘한힘）」（神妙漢、妙漢），隨著節目發展，「神妙力量」的家族成員也不斷增加，現在的家族成員包括父親「神妙力量」、母親「奇妙力量（기묘한힘）」、大兒子、二兒子、神秘旅伴「美妙漢（미묘한）」、沙漠狐「斯達拉（스딸라）」。
「神妙力量」設定為生活在遙遠的宇宙中守護龍珠的神秘力量，姜鎬童、李壽根、殷志源、李昇基、安宰賢則為龍珠掉落到地球後受命找回龍珠的「妖怪」。全部龍珠尋回後，「神妙力量」會以滿足各人願望作為回報。第三季交代「神妙力量」遇到了「奇妙力量」組合成了家庭，並有了兩個可愛的兒子——「什麼都不懂只知道抱歉」的大兒子（圭賢）和「很膽小」的二兒子（宋旻浩），而「神妙力量」夫婦因忙於工作將孩子交給「妖怪」們照顧；第四季交代「神妙力量」夫婦在爭吵中不慎把龍珠散落到地球，夫婦派兒子們協助「妖怪」們踏上尋找龍珠的旅程。
第五季交代大兒子留書「為了公共利益」離家出走（圭賢入伍），過了一年後「神妙家族」迎來夏日旅行，駕車途中遇到各種「鬼神」，到達目的地後車上多了一名不知道什麼時候出現的新夥伴——監獄逃犯出身的小狗「美妙漢」（經常被節目成員誤認為貓）。在《姜食堂2》中還出現了白色沙漠狐「斯達拉」，第七季交代「斯達拉」原本為居住於小行星C413的富豪，和鄰居家的年輕王子過著幸福的生活。某天「斯達拉」在其家門前發現暈倒的「美妙漢」，於是帶牠回家照顧。隱瞞身份的「美妙漢」接近「斯達拉」並偷光了其財產後逃跑。痛失一切的「斯達拉」找到了神通廣大的雞龍山，懇求「神妙力量」幫牠找回所有財產，才得知「美妙漢」把龍珠也偷走了。隨後「斯達拉」在山腳洞穴找到「美妙漢」藏起來的財產和龍珠，開心地跳起風車舞的「斯達拉」不慎將龍珠踢走，令龍珠散落在韓國境內，於是他們再次踏上尋找龍珠的旅程。

## 外傳節目

### 花樣青春 WINNER
成員們於節目第四季首次成功集齊七顆龍珠，由節目組為每位成員實現一個願望，其中宋旻浩的願望為和WINNER成員出演背包旅行綜藝節目《花樣青春》。2017年10月10日，節目組謊稱有汽車公司邀請WINNER擔任代言人，於當日為他們拍攝廣告，實際為在WINNER成員們毫無準備之下前往澳洲珀斯錄製《花樣青春》。11月7日，WINNER全體成員出演的《花樣青春 WINNER》作為《新西遊記》首個外傳節目首播。

### 姜食堂
在拍攝節目第四季期間，成員姜鎬童及李壽根曾開玩笑提議仿效另一人氣節目《尹食堂》，開設屬於成員的餐廳，並按姜鎬童的名字取名為「姜食堂」。其後由於成員成功完成任務並集齊七顆龍珠，節目組除了答應拍攝《花樣青春 WINNER》外，還決定開拍《姜食堂》。2017年12月5日，《姜食堂》接續《花樣青春 WINNER》作為《新西遊記》第二個外傳節目首播。由於圭賢正服兵役，《姜食堂》由《新西遊記4》其餘五位成員出演。
在2018年12月2日播出的《新西遊記6》導演版中，羅䁐錫導演於拍攝《新西遊記5》前已向節目成員透露將製作新一季的《姜食堂》。連同本季嘉賓出演的P.O，全體成員均會出演《姜食堂》第二季。在拍攝《姜食堂2》期間，早前因服兵役而暫時退出《新西遊記》的圭賢於退伍後第二天加入拍攝工作。2019年5月31日，《姜食堂2》作為《新西遊記》第三個外傳節目首播，圭賢一同參與的錄製過程則延續《新西遊記5》及《新西遊記6》的播出模式，於《姜食堂2》結束後接續以《姜食堂3》的名義播出。

### 去冰島的三餐
在《新西遊記6》首集，成員們完成了遊戲環節「神奇的富良野 禮物禮物開啟了競賽」（簡稱「神奇的競賽」），而第二集則公開抽獎環節。其中，李壽根和殷志源於「神奇的競賽」中獲得第二名，因此有五次抽獎機會，而其中一項獎品為冰島旅行券，但當時兩位成員以「飛行時間太長」及「難以調動行程」為由拒絕領獎。直至在2019年8月12日播出的《姜食堂3》最後一集，宋旻浩在成員聚會期間突然提起李壽根和殷志源的「冰島行」，而姜鎬童亦提議若殷志源能答對冰島的首都名稱，他便會代替兩人於聚會翌日出發完成「冰島行」。結果因殷志源無法答對冰島的首都名稱，兩人需於一個月內出發，完成兩天一夜的行程。
2019年9月1日，李壽根和殷志源出發前往冰島拍攝。9月3日韓國時間凌晨5時，兩人於直播節目中介紹是次外傳節目名稱為《新西遊記外傳：一日三餐─去冰島的三餐》，自9月20日起在《一日三餐 山村篇》結束後接續播出，以每期5分鐘的「特別形式」編成。

### 春季露營
2021年4月2日，節目組公開第四部外傳節目《春季露營》的相關消息。此節目為製作組以準備《新西遊記9》的心情和《新西遊記》成員們一起進行的間歇訓練，講述成員們迎接春天去露營的故事。起初節目組公開的預告片段及海報只包含姜鎬童、李壽根、殷志源、圭賢、宋旻浩及P.O六名成員，直至4月30日宣佈安宰賢正式加入《春季露營》，這也是安宰賢經歷離婚風波而缺席《新西遊記7》及《新西遊記8》兩季節目後時隔一年半重返《新西遊記》團隊。2021年5月7日韓國時間下午4時，《春季露營》於OTT平台TVING首播，每星期公開兩集片段。

### 去肯亞的三餐
在《新西遊記7》第3至4集中，成員們分成兩組進行「3對3競賽 尋找目的地」環節，最先抵達目的地的隊伍可於接著的「幸運劵抽籤」環節獲得五次抽獎機會，其中獎品包括三個「海外研修第2期」機會——「前往阿布扎比的頭等艙機票」、「科隆群島旅行劵」及「肯亞長頸鹿酒店住宿劵」。最終競賽環節由李壽根、殷志源及圭賢組成的隊伍勝出，而圭賢在抽獎環節時抽中了「肯亞長頸鹿酒店住宿劵」。由於需要全組領取獎品，李壽根及殷志源亦需一同前往肯亞，這亦是二人繼《去冰島的三餐》後第二部出國拍攝的外傳節目。
2020年3月9日，申孝靜導演於Channel十五夜的Instagram帳戶發表帖文交代節目籌備進度，其中透露此外傳節目名稱為《去肯亞的三餐》。雖然節目組一直為了拍攝《去肯亞的三餐》而進行預約長頸鹿酒店、調整出演者的日程等工作，但因2019冠狀病毒病疫情而不得不推遲拍攝。申孝靜導演除了向長時間等待的訂閱者及觀眾們表示歉意外，同時承諾在出演者及製作組的安全得到保障的時候，一定會履行訂好的公約。

## 提名及獲獎列表
| 年度   | 頒獎典禮               | 獎項             | 入圍項目                                 | 結果 | 來源   |
| ------ | ---------------------- | ---------------- | ---------------------------------------- | ---- | ------ |
| 2016年 | 《tvN10 Awards》       | 綜藝部門內容本賞 | 《新西遊記》                             | 獲獎 | [ 34 ] |
| 2020年 | 《第56屆百想藝術大獎》 | 綜藝節目作品獎   | 《新西遊記外傳：一日三餐——去冰島的三餐》 | 提名 | [ 35 ] |

### 引由
1. ↑  . kpopn. 2020-09-16  [2020-09-29]. （原始内容存档于2021-01-07） （中文（臺灣））.
2. ↑  . 韓星網. 2015-09-01  [2017-03-12]. （原始内容存档于2017-04-10） （中文（臺灣））.
3. ↑  . 韓星網. 2016-02-19  [2018-08-04]. （原始内容存档于2018-08-04） （中文（臺灣））.
4. ↑  . 韓星網. 2016-10-19  [2018-08-04]. （原始内容存档于2018-08-04） （中文（臺灣））.
5. ↑  . on.cc 東網. 2018-08-04  [2018-08-04]. （原始内容存档于2018-08-04） （中文（香港））.
6. ↑  . 韓星網. 2015-08-06  [2017-03-12]. （原始内容存档于2017-04-29） （中文（臺灣））.
7. ↑  . 韓星網. 2016-03-25  [2017-03-12]. （原始内容存档于2019-04-03） （中文（臺灣））.
8. ↑  . 韓星網. 2017-05-15  [2018-08-04]. （原始内容存档于2018-08-04） （中文（臺灣））.
9. ↑  . OSEN. 2018-10-08  [2018-10-17]. （原始内容存档于2018-10-17） （韩语）.
10. ↑  . 韓星網. 2018-08-09  [2019-05-11]. （原始内容存档于2019-05-11） （中文（臺灣））.
11. ↑  . 韓星網. 2019-09-17  [2019-09-21]. （原始内容存档于2019-09-21） （中文（臺灣））.
12. ↑  . 韓星網. 2020-09-14  [2019-09-29]. （原始内容存档于2020-09-15） （中文（臺灣））.
13. ↑  . EDAILY. 2015-09-03  [2018-08-04]. （原始内容存档于2018-08-04） （韩语）.
14. ↑  . 韓星網. 2017-07-19  [2017-08-04]. （原始内容存档于2017-11-16） （中文（臺灣））.
15. ↑  . on.cc 東網. 2017-11-08  [2019-10-01]. （原始内容存档于2019-10-01） （中文（香港））.
16. ↑  . 韓星網. 2017-10-30  [2017-08-04]. （原始内容存档于2017-11-01） （中文（臺灣））.
17. ↑  . 韓星網. 2017-07-23  [2018-12-08]. （原始内容存档于2018-12-09） （中文（臺灣））.
18. ↑  . 韓星網. 2017-10-12  [2018-12-08]. （原始内容存档于2018-12-09） （中文（臺灣））.
19. ↑  . 韓星網. 2017-11-29  [2017-08-04]. （原始内容存档于2018-03-16） （中文（臺灣））.
20. ↑  . 韓星網. 2018-12-03  [2018-12-08]. （原始内容存档于2018-12-09） （中文（臺灣））.
21. ↑  . ETtoday星光雲. 2019-05-09  [2019-05-25]. （原始内容存档于2019-05-25） （中文（臺灣））.
22. ↑  . 韓星網. 2019-05-04  [2019-05-04]. （原始内容存档于2019-05-04） （中文（臺灣））.
23. ↑  . ETtoday星光雲. 2019-07-05  [2019-07-05]. （原始内容存档于2019-07-05） （中文（臺灣））.
24. ↑  . 韓星網. 2018-11-13  [2019-09-08]. （原始内容存档于2019-09-21） （中文（臺灣））.
25. ↑  . 韓星網. 2019-07-28  [2019-09-08]. （原始内容存档于2019-07-28） （中文（臺灣））.
26. ↑  . 韓星網. 2019-08-03  [2019-09-08]. （原始内容存档于2019-08-03） （中文（臺灣））.
27. ↑  . 韓星網. 2019-09-01  [2019-09-08]. （原始内容存档于2019-09-01） （中文（臺灣））.
28. ↑  . 韓星網. 2019-09-03  [2019-09-08]. （原始内容存档于2019-09-03） （中文（臺灣））.
29. ↑  . 韓星網. 2021-04-02  [2021-05-16]. （原始内容存档于2021-05-16） （中文（臺灣））.
30. ↑  . 韓星網. 2021-04-30  [2021-05-02]. （原始内容存档于2021-05-14） （中文（臺灣））.
31. ↑  . 韓星網. 2021-04-04  [2021-05-16]. （原始内容存档于2021-05-16） （中文（臺灣））.
32. ↑  . 韓星網. 2019-11-17  [2019-12-08]. （原始内容存档于2019-12-08） （中文（臺灣））.
33. ↑  . 韓星網. 2020-03-10  [2020-05-24]. （原始内容存档于2020-05-23）.
34. ↑  . 韓星網. 2016-10-10  [2017-03-12]. （原始内容存档于2017-03-12） （中文）.
35. ↑  . 韓星網. 2020-05-08  [2020-05-10]. （原始内容存档于2020-05-08） （中文）.

## 外部連結
- 新西遊記的Facebook專頁
- 新西遊記的Instagram帳戶
- YouTube上的Channel十五夜頻道

新西遊記官方網站：
- 第一季・第二季・第三季・第四季・第五季・第六季・第七季・第八季

外傳節目官方網站：
- 花樣青春 WINNER・姜食堂・去冰島的三餐・春季露營